# 民主党 (スロバキア)
民主党（みんしゅとう、スロバキア語：Demokratická strana、DS）は、中欧に位置するスロバキアにかつて存在した政党。政治的立場として中道右派、世俗的経済自由主義路線を採った。2006年、スロバキア民主キリスト教連合（SDKU）に合流した。

## 沿革
スロバキア国民蜂起の最中の1944年9月、反ファシズム運動に参加した非共産党系勢力が結集して結成。解放後は国民戦線政党の一員としてスロバキア国民評議会の一員として活動。1946年の選挙ではチェコスロバキア共産党（以下、共産党）を抑えて第一党となったが、1948年2月に共産党政権が発足すると活動を停止した。共産党政権発足直後の同年3月、DS党員の一部が後継政党としてスロバキア復興党（SSO：Strana slovenskej obrody）を結成、国民戦線政党（衛星政党）として活動した。
ビロード革命によって共産党政権が崩壊した後の1989年12月10日に行われた復興党臨時党大会で党名を民主党に戻すことが決議され、「欧州的、世俗的、文化的、倫理的伝統にそった活動」を基本とする中道右派政党として再出発することになった。1990年のスロバキア国民評議会選挙では議席阻止線（以下、阻止線）である得票率3％を上回る4.40％の得票を得て7議席を獲得したが、同時に行われた連邦議会選挙では阻止線である得票率5％を上回ることができず、議席は獲得できなかった。1992年の選挙ではチェコ地域の市民民主党（ODS）と選挙協力を行ったが、阻止線を越えることができず議席獲得はならなかった。
1994年3月、民主党は暴力に反対する公衆（VPN）のリベラル派が結成した市民民主連合（ODU：Občianska demokratická únia）のメンバーなどが参加した新たな世俗的自由主義政党として議会選挙に臨んだが、議席獲得には至らなかった。1998年の議会選挙を前に、権威主義的政権運営を強めていたヴラジミール・メチアル政権に対抗すべく、民主連合（DU）やキリスト教民主運動（KDH）、スロバキア社会民主党（SDSS）、スロバキア緑の党（SZS）と共にスロバキア民主連立（KDH）を結成した。なおこの時点でKDHに参加した各政党の組織は存続したままで、2006年1月にスロバキア民主キリスト教連合（SDKU）に正式合流、党名をスロバキア民主キリスト教連合・民主党（SDKU-DS）に変更した。